# Deemster

Armoiries de l'Île de Man

Un deemster (du vieil anglais deman, « jugement ») est un juge sur l’île de Man.  La Haute cour de l’île de Man est présidée par un deemster ou un juge d’appel. Les deemsters ont notamment la responsabilité de promulguer les lois à l’occasion du Tynwald Day en les lisant à la foule, à la fois en anglais et en mannois, la langue locale. Avant 1980, les deemsters siégeaient au Conseil législatif de l’archipel.
Il n’existe que trois deemsters ou juges à plein temps sur Man :
- Le premier deemster (First Deemster and Clerk of the Rolls), qui est également député lieutenant-gouverneur,
- Le deuxième deemster (Second Deemster),
- Le deemster-adjoint (Deputy Deemster).

Lorsqu’il y a vacance de la fonction de lieutenant-gouverneur de l'île de Man, le premier deemster occupe temporairement cette fonction.
Depuis novembre 2010, le premier deemster de l'île de Man est David Doyle.

## Liste des premiersdeemstersde l’île de Man

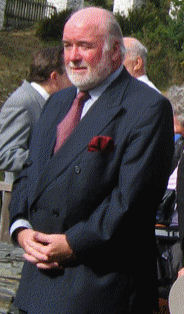
Michael Kerruish, premier deemster de l'île de 2003 à 2010.

| Premier deemster         | Début de mandat  | Fin de mandat   |
| ------------------------ | ---------------- | --------------- |
| Daniel Lace              | 1765             | 1812            |
| John Crellin             | 1812             | 1816            |
| Norris Moore             | 1816             | 1819            |
| Thomas Gawne             | 1819             | 1823            |
| John Christian           | 1823             | 1847            |
| John Joseph Heywood      | 1847             | 1855            |
| William Drinkwater       | 1855             | 1898            |
| James Gell               | 1898             | 1900            |
| Thomas Kneen             | 1900             | 1905            |
| Stevenson Stewart Moore  | 1905             | 1921            |
| Charles Callow           | 1921             | 1934            |
| Reginald Douglas Farrant | 1934             | 1947            |
| Percy Cowley             | 1947             | 1958            |
| Sydney James Kneale      | 1958             | 1969            |
| George Edgar Moore       | 1969             | 1974            |
| Robert Kinley Eason      | 1974             | 1980            |
| Arthur Luft              | 1980             | 1988            |
| John Corrin              | 5 janvier 1988   | 9 janvier 1998  |
| William Cain             | 9 janvier 1998   | 2003            |
| Michael Kerruish         | 2003             | 14 juillet 2010 |
| David Doyle              | 16 novembre 2010 |                 |